# Dolphins Arena
Das Dolphins Arena (jap. ドルフィンズアリーナ, englisch Dolphins Arena ‚Sporthalle der Präfektur Aichi bzw. Präfektursporthalle Aichi‘) ist eine Mehrzweckhalle im Bezirk Mitte (Chūō) von Nagoya, der Hauptstadt der japanischen Präfektur Aichi. Sie ist jährlich im Juli Austragungsstätte des großen Nagoya-Turniers im Sumō (Hon-Basho).
Die Arena befindet sich in der Nähe der Burg Nagoya und fasst bis zu 8.000 Besucher (4.375 Sitze; bis 3.265 Stehplätze). Im Jahr 1966 gewann das Gebäude den zum siebten Mal stattfindenden Building Contractors Society Award. Die Halle wird sowohl für Sportveranstaltungen als auch Konzerte genutzt; so trat hier beispielsweise schon der britische Weltstar Eric Clapton im Rahmen seiner Reptile World Tour im Jahr 2001 vor ausverkauften Rängen auf und das Grand Sumo Tournament wurde hier ausgetragen.